# Višnjan
Višnjan (en italien : Visignano) est un village et une municipalité située dans le comitat d'Istrie, en Croatie. Au recensement de 2001, la municipalité comptait 2 187 habitants, dont 71,74 % de Croates et 9,10 % d'Italiens ; le village seul comptait 625 habitants.
C'est une commune bilingue croate/italien.
La municipalité est le site de l'observatoire de Višnjan.

## Localités
La municipalité de Višnjan compte 46 localités :
| - Anžići - Bačva - Barat - Barići - Baškoti - Benčani - Broskvari - Bucalovići - Bujarići - Cerion - Cvitani - Deklevi | - Diklići - Fabci - Farini - Gambetići - Kočići - Kolumbera - Korlevići - Košutići - Kurjavići - Legovići - Majkusi - Markovac | - Milanezi - Prašćari - Prhati - Pršurići - Radoši kod Višnjana - Radovani - Rafaeli - Rapavel - Sinožići - Smolići - Srebrnići - Strpačići | - Sveti Ivan - Štuti - Vejaki - Višnjan (Visignano) - Vranići kod Višnjana - Vrhjani - Zoričići - Ženodraga - Žikovići - Žužići |

## Personnalités
- Antun Korlević, (1851 - 1915), entomologiste
- Jože Šuran, (1890 - 1944), héros national croate
- Korado Korlević, astronome
- Ivan Pilat, chanteur